# Metaxia convexa
Metaxia convexa är en snäckart som först beskrevs av Carpenter 1856.  Metaxia convexa ingår i släktet Metaxia och familjen Triphoridae. Inga underarter finns listade i Catalogue of Life.